# 자유 변수와 종속 변수
논리학과 컴퓨터 과학에서 자유 변수(自由變數, 영어: free variable)는 수식 속의 변수 가운데 상숫값으로 치환할 수 있는 것이다. 반대로 종속 변수(從屬變數, 영어: bound variable)는 상숫값으로 치환하였을 때 수식이 본래의 의미를 잃게 되는 변수이다. 종속 변수 대신 가변수(假變數, 영어: dummy variable)라고도 하나, 이는 회귀 분석의 용어로서 더 많이 쓰인다. 컴퓨터 프로그래밍에서 자유 변수는 전역 변수, 종속 변수는 지역 변수를 가리킨다. 이 경우, 자유 변수는 대략 함수의 바깥에서 정의된 변수를 뜻한다.

## 정의
어떤 수식의 변수 {\displaystyle x}가 다음과 같은 꼴의 부분 수식 속에 나타난다면, 그 위치의 {\displaystyle x}를 종속 변수라고 한다.
- {\displaystyle \forall x(\cdots )}
- {\displaystyle \exists x(\cdots )}
- {\displaystyle \sum _{x}(\cdots )}
- {\displaystyle \int (\cdots )dx}
- {\displaystyle \lim _{x\to a}(\cdots )}
- 기타 등등

여기서 {\displaystyle \forall }는 전칭 기호, {\displaystyle \exists }는 존재 기호, {\displaystyle \textstyle \sum }은 급수, {\displaystyle \textstyle \int }는 적분, {\displaystyle \textstyle \lim }은 극한이다. {\displaystyle \forall x}의 {\displaystyle x}까지 종속 변수인지는 문맥에 따라 다르다.:17 종속 변수가 아닌 변수를 자유 변수라고 한다.

## 예

### 대형 연산자를 포함하는 수식의 자유 변수와 종속 변수
수식
{\displaystyle \sum _{n=1}^{10}{\frac {m}{n}}}
에서, {\displaystyle m}은 자유 변수, {\displaystyle n}는 종속 변수이다. 따라서, 이 급수는 {\displaystyle m}의 함수이지만, {\displaystyle n}의 함수는 아니다.
수식
{\displaystyle \int _{a}^{b}f(x,y)dx}
에서, {\displaystyle x}는 종속 변수, {\displaystyle y}는 자유 변수이다. 즉, 이 적분은 {\displaystyle y}의 함수이지만 {\displaystyle x}의 함수가 아니다.
변수에 상숫값을 대입시킬 때에는 반드시 자유 변수에만 대입시켜야 한다. 예를 들어, 급수
{\displaystyle n+\sum _{n=1}^{10}n}
속의 세 개의 {\displaystyle n} 가운데, 첫째 {\displaystyle n}은 자유 변수, 둘째와 셋째 {\displaystyle n}은 종속 변수이다. 여기에 {\displaystyle n=5}를 대입시키려면, 자유 변수인 첫째 변수에만 대입시켜야만 정확한 결과
{\displaystyle 5+\sum _{n=1}^{10}n=5+55=60}
를 얻는다. 만일 {\displaystyle n=5}를 이 급수의 자유 변수와 종속 변수에 대입시키면,
{\displaystyle 5+\sum _{5=1}^{10}5}
를 얻으며, 이는 무의미한 수식이다. 만일 첫째와 셋째 {\displaystyle n}에만 대입시키면,
{\displaystyle 5+\sum _{n=1}^{10}5=5+50=55}
를 얻으며, 이 식의 값은 {\displaystyle n+55}에 {\displaystyle n=5}를 대입한 결과값과 다르다.
종속 변수를 다른 변수로 대신하여도 수식의 의미가 변하지 않는다. 예를 들어, 다음과 같은 세 급수는 완전히 같은 급수이다.
{\displaystyle \sum _{m=1}^{10}m=\sum _{n=1}^{10}n=\sum _{k=1}^{10}k}

### 술어 논리식의 자유 변수와 종속 변수
논리식
{\displaystyle x>1\lor x<-1}
에서, {\displaystyle x}는 자유 변수이다. 여기에 상숫값인 {\displaystyle x=3}을 대입하여 얻는
{\displaystyle 3>1\lor 3<-1}
은 여전히 유의미한 논리식이다.
논리식
{\displaystyle \exists x(x<0)}
에서, 두 {\displaystyle x}는 모두 종속 변수이다. 여기에 상숫값인 {\displaystyle x=3}을 대입하여 얻는 논리식은 원래의 논리식과 같다. 만일 둘째 {\displaystyle x}를 3으로 대신하면
{\displaystyle \exists x(3<0)}
을 얻는데, 이는 3이 음수라는 의미의 거짓 명제이지만, 원래의 논리식은 음수가 존재한다는 의미의 참인 명제이다. 또한, 바뀐 논리식의 변수 {\displaystyle x}를 다른 변수로 치환하여도 의미가 변하지 않는다. 예를 들어,
{\displaystyle \exists y(y<0)}
는 원래의 논리식과 동치이다.

## 같이 보기
- 네임 바인딩